# Kacee Carlisle
Kacee Carlisle (Washington D. C., 11 de febrero de 1980) es una luchadora profesional y valet estadounidense. Ha luchado en el circuito independiente para muchas promociones, como Women Superstars Uncensored, National Wrestling League, World Xtreme Wrestling y National Wrestling Alliance (NWA), ostentando en esta última el Campeonato Mundial Femenino de la NWA en una ocasión.

## Carrera profesional
Carlisle quería ser luchadora profesional desde que tenía ocho años. Admiraba a la luchadora Sherri Martel. En un espectáculo independiente en 1997, Carlisle conoció al luchador Shorty Smalls, que aceptó entrenarla como mánager y luchadora. Carlisle trabajó poco hasta 2003, cuando debutó en la National Wrestling League/House of Pain Wrestling Federation.
Luchó por primera vez el 30 de julio de 2005 contra Krissy Vaine en un espectáculo de la World Xtreme Wrestling (WXW) como sustituta de última hora de una luchadora enferma. En 2006, luchó en el torneo Elite 8 de la WXW, donde perdió en la ronda final contra Mercedes Martinez. Hubo un combate muy memorable que Kacee Carlisle tuvo con Cindy Rogers. Durante este encuentro, Cindy Rogers llevaba puesto spandex.
En febrero de 2011, Carlisle participó en TNA Gut Check, un programa de reclutamiento para Total Nonstop Action Wrestling, pero no consiguió un contrato con la promoción.
Carlisle derrotó a Tasha Simone el 20 de octubre de 2012 para ganar el NWA World Women's Championship, y posteriormente perdió el título ante Barbi Hayden el 25 de enero de 2014.
El 24 de octubre de 2014, Carlisle derrotó a Sumie Sakai en VALKYRIE III: Queen's Road para convertirse en la Reina inaugural de VALKYRIE para la Lucha Profesional Femenina de VALKYRIE.
El 25 de octubre de 2014, Carlisle derrotó a Sara Feeny para convertirse en la Campeona Femenina inaugural de 1CW para First State Championship Wrestling. El 13 de diciembre de 2014, defendió con éxito el título contra Jessie Kay.

## Vida personal
Carlisle creció en Washington D. C. Carlisle corrió para su equipo de la escuela secundaria. También vivió en Manassas (Virginia), donde trabajó como gerente de oficina. Sus intereses incluyen los animales, viajar y la fotografía.

## Campeonatos y logros
- Adrenaline Championship Wrestling
  - ACW Women's Championship (2 veces)
- Brew City Wrestling
  - BCW Women's Championship (1 vez)[9]
- Bruiser Wrestling Federation
  - BWF Ladies Championship (3 veces)[10]
- Dangerous Adrenaline Wrestling Gladiators
  - WWGP Women's Championship (1 vez)[11]
- Dynamite Championship Wrestling
  - DCW Divas of Dynamite Women's Championship (2 veces)
  - DCW Divas of Dynamite Tournament (2014)[12]
  - DCW Heavyweight Championship (1 vez)[13]
- First State Championship Wrestling
  - 1CW Women's Championship (1 vez)[7]
- Elite Pro Wrestling Alliance
  - EPWA Women's Championship (2 veces)[14]
- Lucha Pride Pro Wrestling
  - Lucha Pride Pro Wrestling Women's Championship (1 vez)[15]
- Modern Vintage Wrestling
  - MVW Women's Championship (1 vez)[16]
- National Wrestling Alliance
  - NWA World Women's Championship (1 vez)[2]
- National Wrestling League
  - NWL/HoPWF Women's Champion (1 vez)[3]
- Professional Girl Wrestling Association
  - Newcomer of the Year (2007)[4]
- Pro Wrestling Entertainment
  - PWE Ladies Championship (1 vez)[3]
- Pro Wrestling Illustrated
  - Posicionada en el nº 7 del top 50 de luchadoras femeninas en el PWI Female 50 en 2013[17]
- Ultimate Championship Wrestling
  - UCW Women's Championship (1 vez)[3]
- Valkyrie Women's Professional Wrestling
  - Queen of Valkyrie (1 vez)[18]
- World Xtreme Wrestling
  - WXW Women's Championship (1 vez)[3]
  - WXW Diamond Division Championship (1 vez)